# Bojan Botewo
Bojan Botewo (bułg. Боян Ботево) – wieś w południowej Bułgarii, w obwodzie Chaskowo, w gminie Minerałni bani. W miejscowości znajduje się meczet.